# WZMH Architects
WZMH Architects (anciennement connue sous The Webb Zerafa Menkes Housden Partnership) est une compagnie d'architecture basée à Toronto en Ontario et à Shanghai en Chine. La firme a été fondée en 1961 et elle est reconnue pour avoir conçu des gratte-ciel (une cinquantaine), des immeubles institutionnels, commerciaux, résidentiels et des projets hospitaliers.

## Projets réalisés

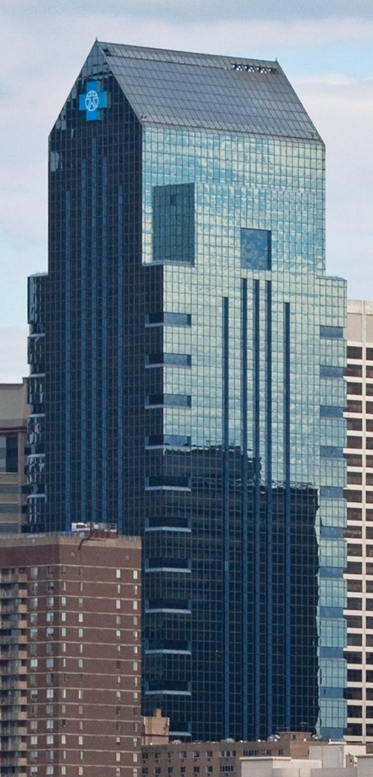
Le G. Fred DiBona, Jr. Building à Philadelphie

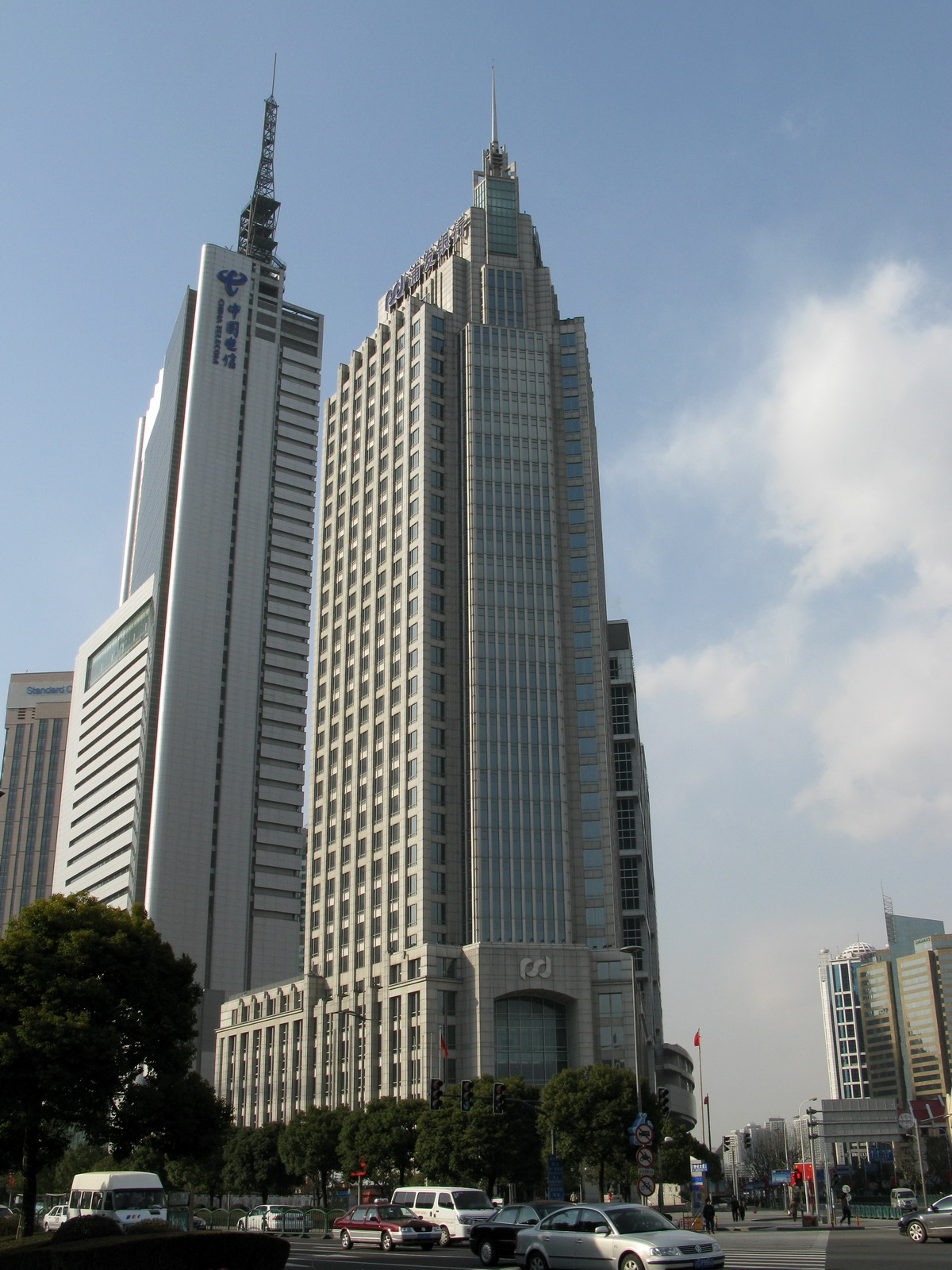
Pudong Development Mansion à Shanghai

### Années 1970
- Tour CN, Toronto, Canada, 1976
- Royal Bank Plaza, Toronto, Canada, 1976, 1979
- Harbour Centre à Vancouver, 1977

### Années 1980
- Pétro-Canada Centre,  Calgary, 1984
- Sun Life Centre (en) à Toronto, 1984
- Tour Total à Paris, 1985
- Plaza Tower One, Greenwood Village, Colorado, États-Unis, 1985
- Tour KPMG, Montréal, 1987
- Wells Fargo Place, Saint Paul, États-Unis, 1987
- HSBC Canada Building (en) à Vancouver, Canada, 1987
- Plaza VII à Minneapolis, États-Unis, 1987
- Canterra Tower, Calgary, Canada, 1988
- Scotia Plaza, Toronto, Canada, 1988

### Années 1990
- G. Fred DiBona, Jr. Building, Philadelphie, 1990
- TD Canada Trust Tower (Calgary), Calgary, 1991
- 1501 McGill College, Montréal, 1992
- FortisBC Centre (Terasen Centre), Vancouver, 1992
- Un terminal de l'aéroport Lester B. Pearson de Toronto (Canada)
- Canada Place (Edmonton) (en), Canada
- Maritime Centre (en) à Halifax,
- Shanghai Securities Exchange Building, à Shanghai, 1997
- China Coal Building, à Shanghai, 1997
- Three Sails Tower  à Abou Dabi, 1998
- Caesars Windsor (en) à Windsor (Ontario) au Canada, 1998
- DaimlerChrysler Tower à Windsor (Ontario)
- Etisalat Tower à Sharjah, Émirats arabes unis, 1998
- Four Seasons Hotel Cairo at Nile Plaza, au Caire, Égypte, 1999
- China Insurance Building à Shanghai, Chine, 1999

### Années 2000
- Millennium Tower à Rotterdam, 2000
- EY Tower (en) à Calgary, Canada, 2000
- Pudong Development Mansion à Shanghai, 2001
- PIFSS Tower à Koweit City, 2001
- Golden Sail Plaza,  à Shanghai, 2003
- City of London Convention Centre
- San Stefano Grand Plaza à Alexandrie, Égypte, 2006
- Liqun Tower à Hangzhou, Chine, 2007

### Années 2010
- Bank of Communications Building, Nanjing, Chine, 2013
- Gateway Towers, Doha, Qatar, 2016

## Futurs projets
- Consolidated Courthouse à Brampton (Canada)
- Casino Rama Resort in Orillia (Canada)

## Galerie

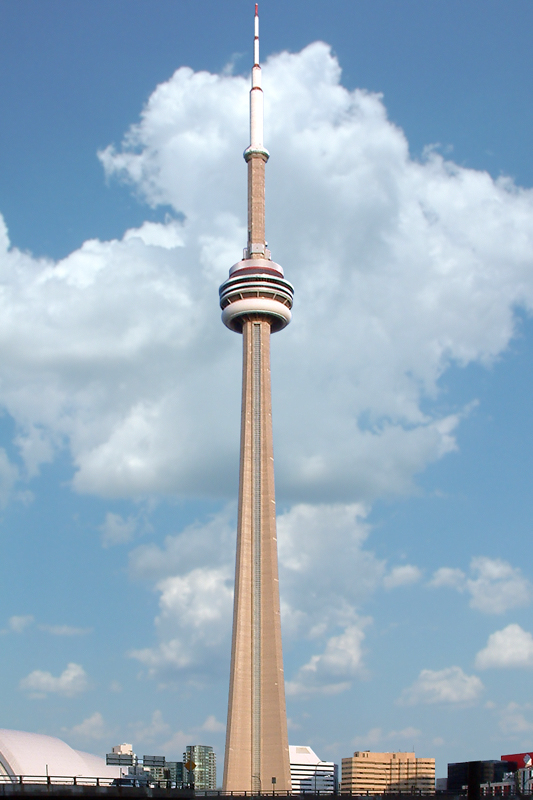
Tour CN
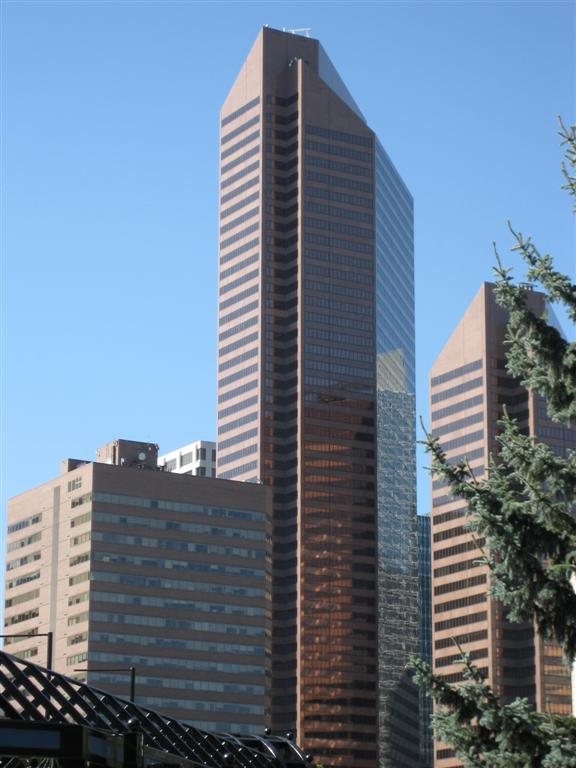
Petro-Canada Centre
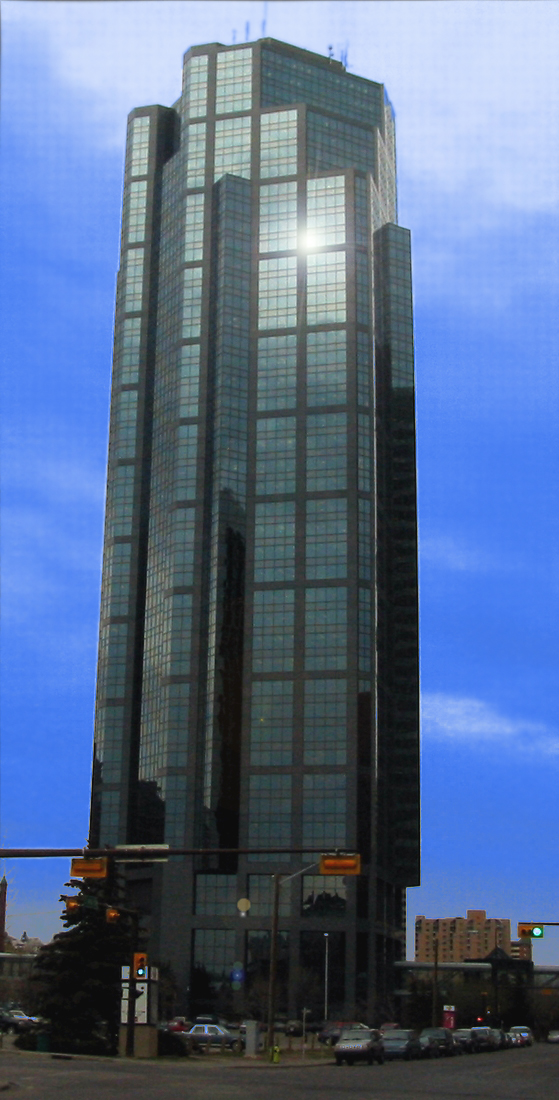
Canterra Tower
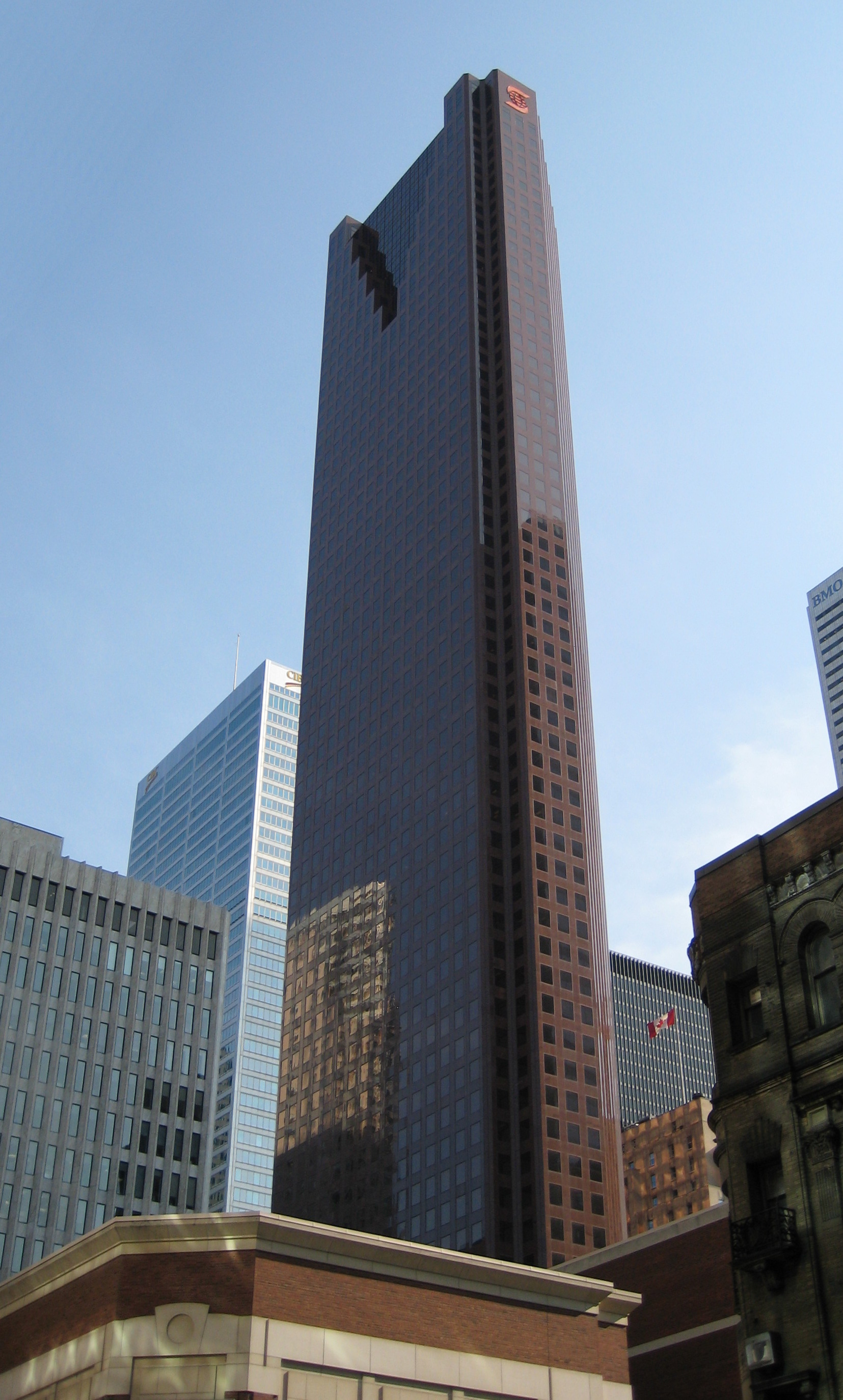
Scotia Plaza
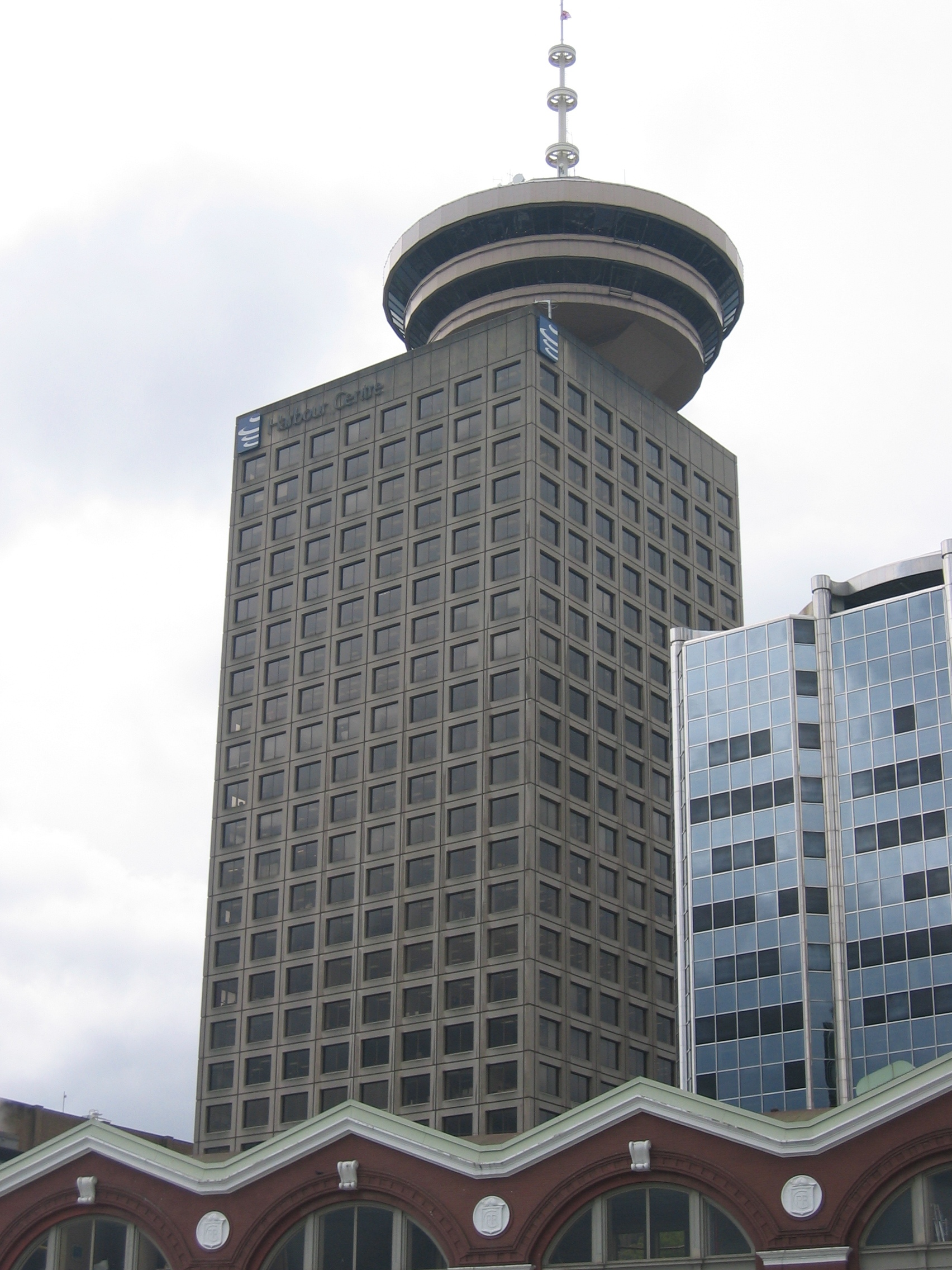
Harbour Centre
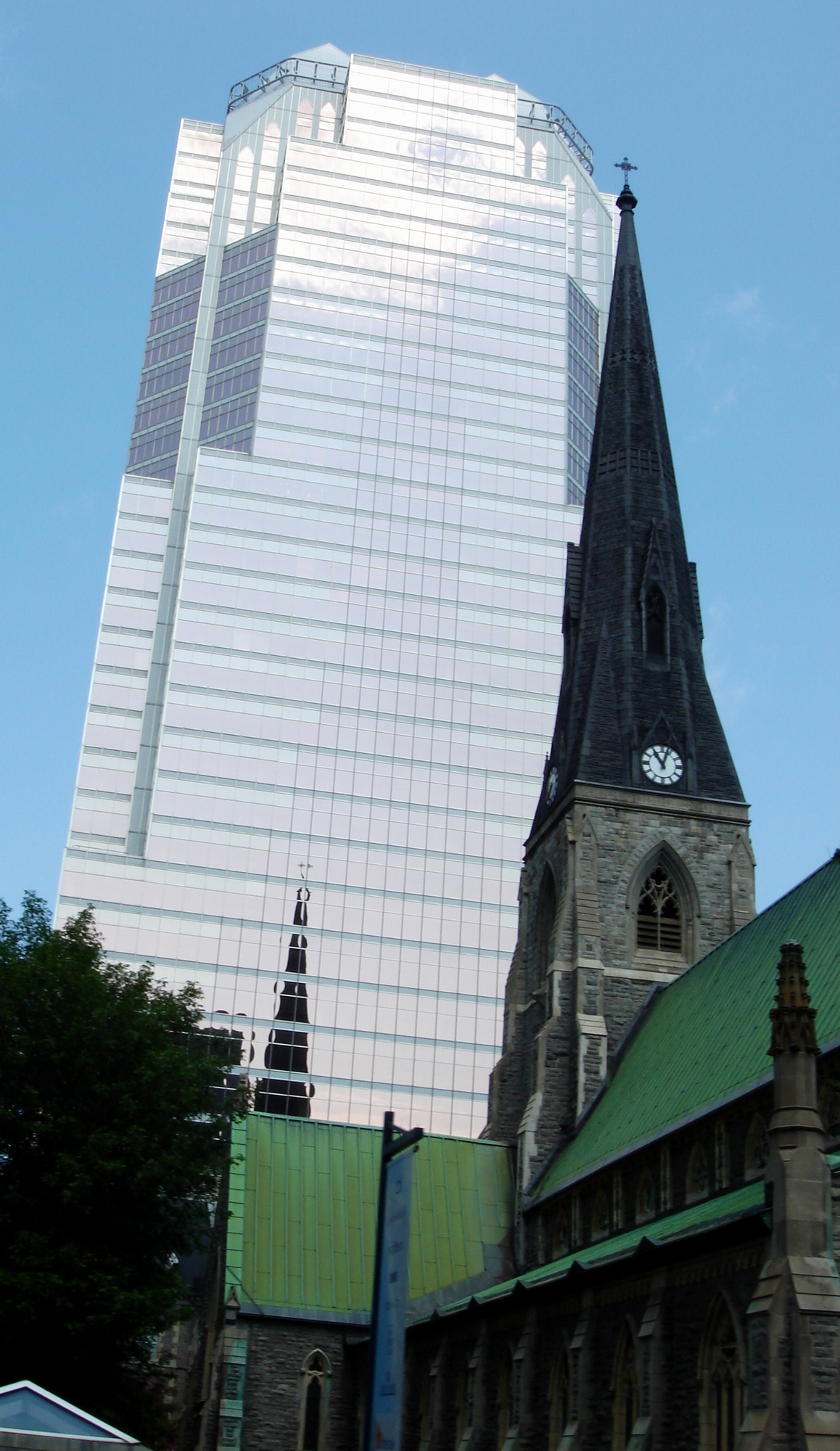
Tour KPMG
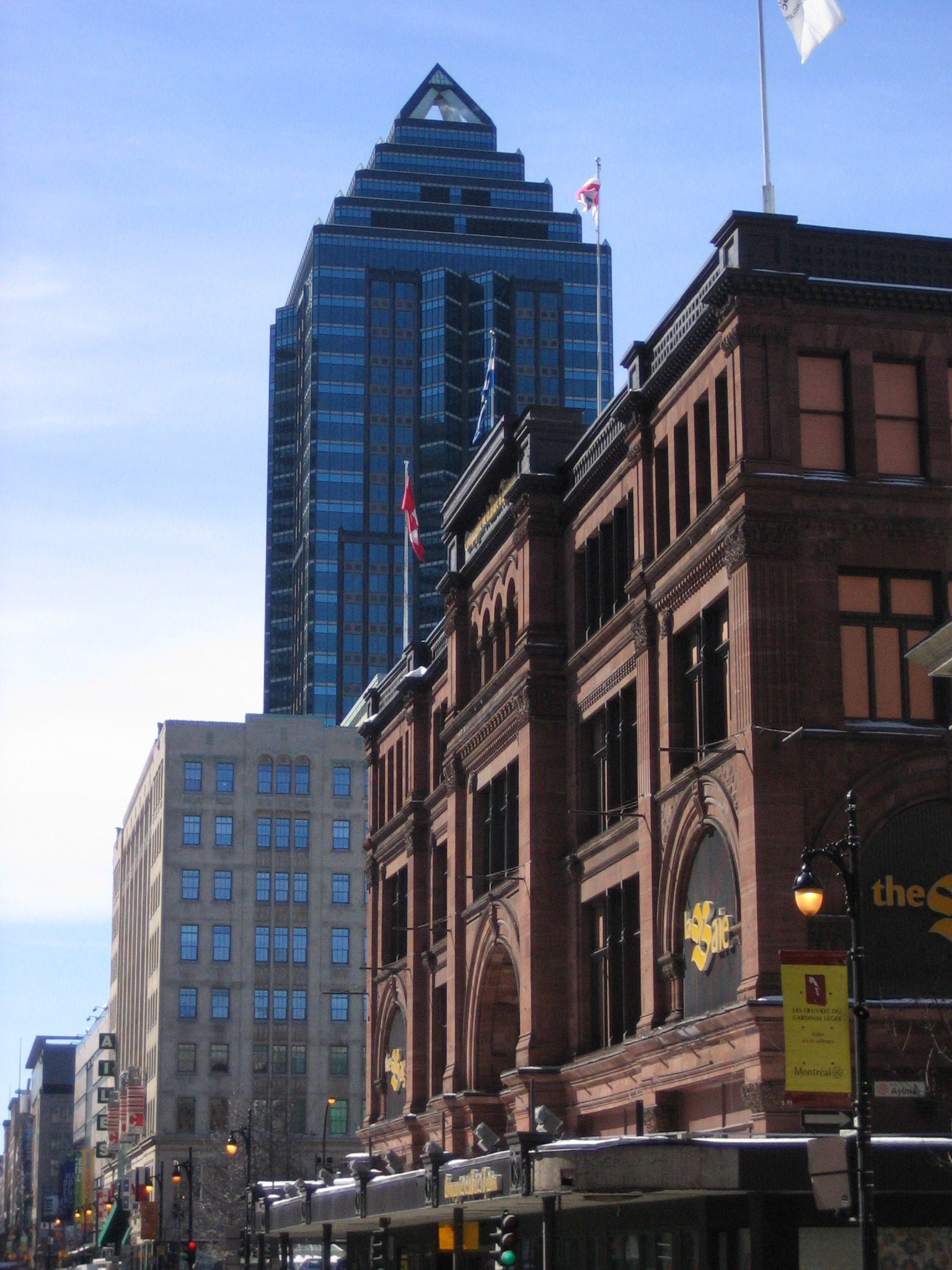
1501 McGill College
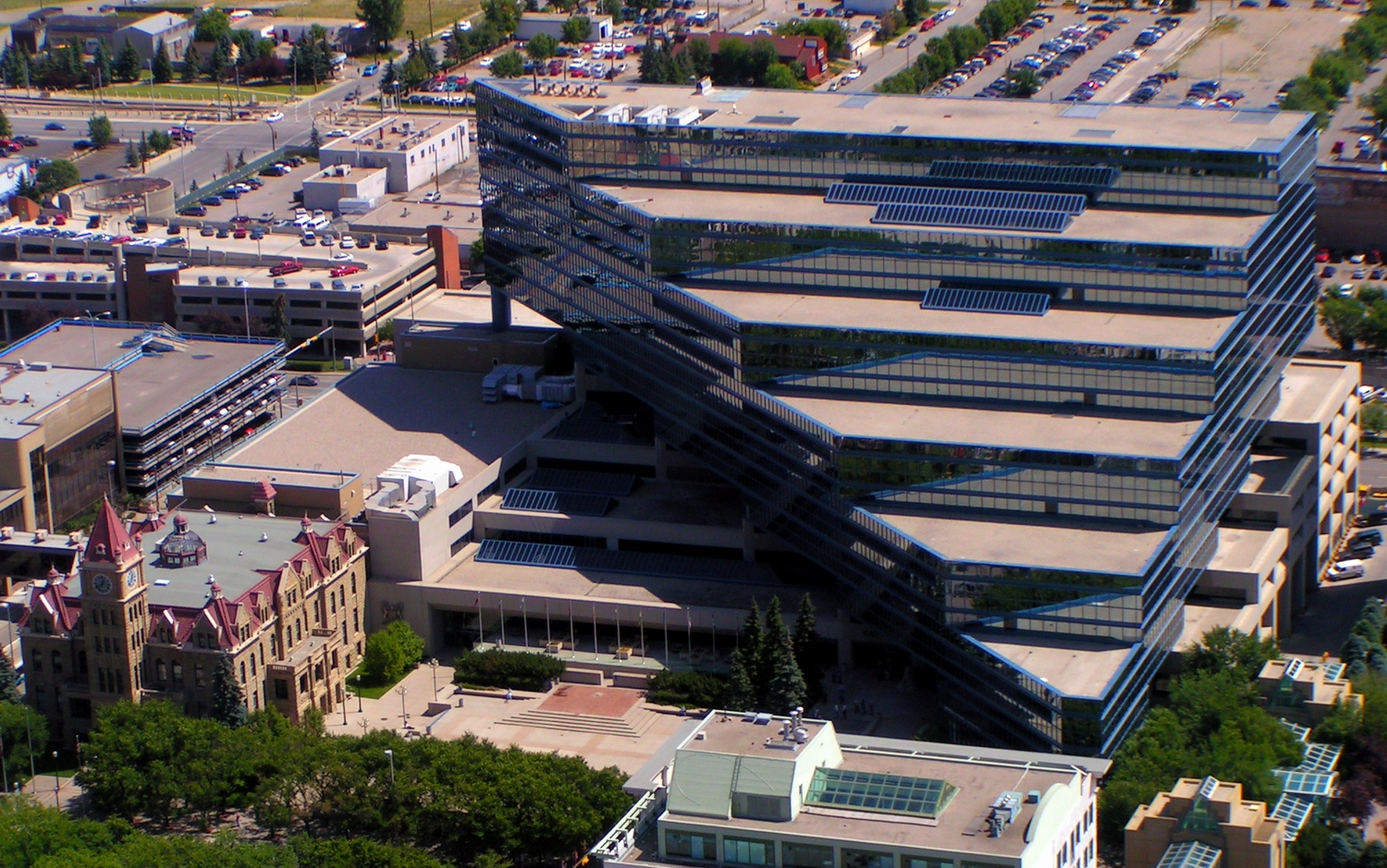
Calgary Municipal Building
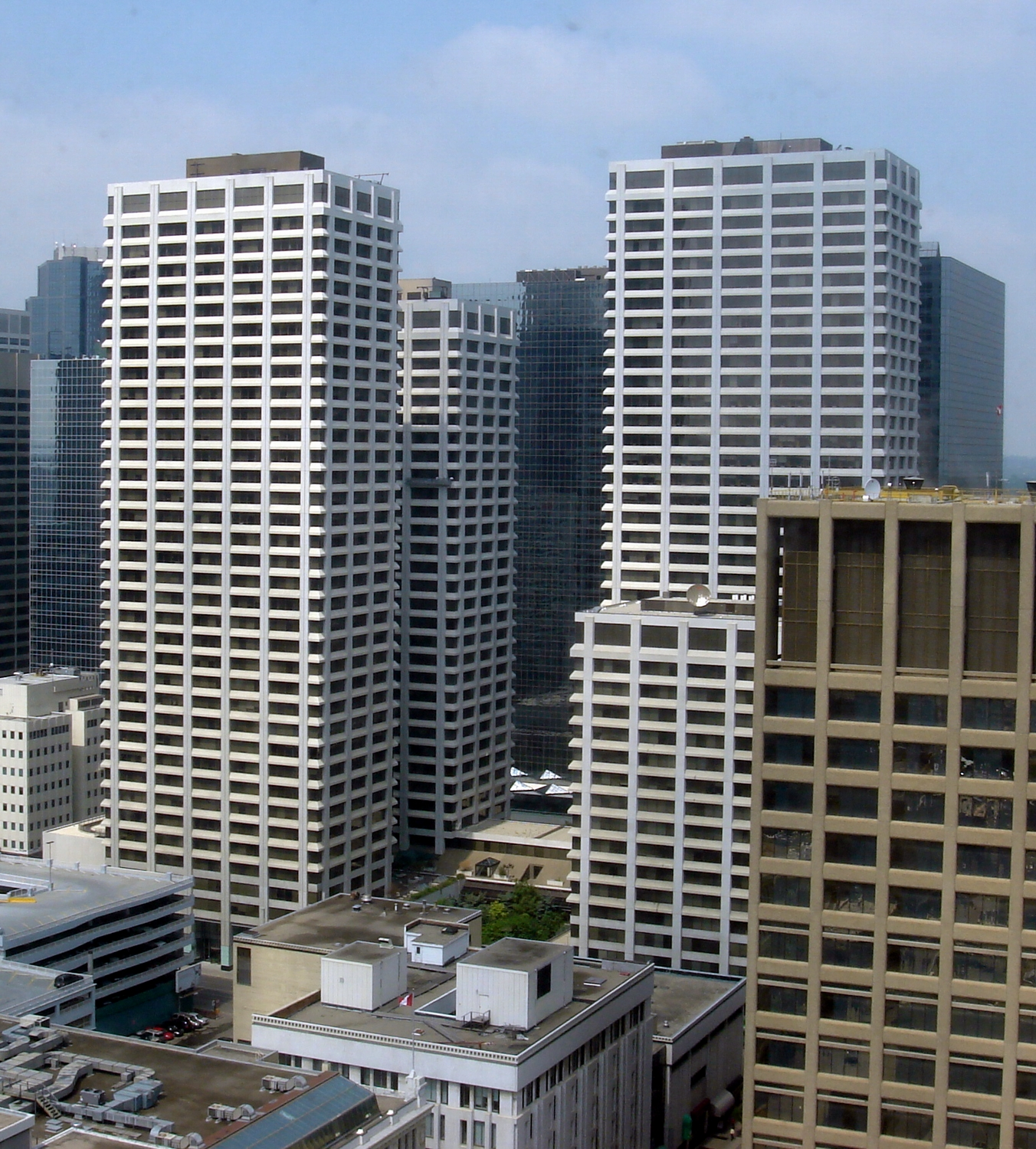
Bow Valley Square